# Althing
Althing (isl. Alþingi) je islandski parlament osnovan godine 930. na jugozapadnom dijelu zemlje u mjestu Thingvellir (isl. Þingvellir) i najstarija je svjetska parlamentarna institucija. 
Za vrijeme unije Islanda s Norveškom, a potom i s Danskom, Alþingi je održavao zasjedanja u Þingvelliru sve do 1799. kada su ona obustavljena na 45 godina. Islandski parlament (isl. Alþingi Íslendinga) ponovno je uspostavljen 1844. godine i prebačen u Reykjavík gdje je smješten sve do danas. Zgrada parlamenta, Alþingishús, sagrađena je od bazaltnih stijena godine 1881.

## Osnutak
Najpoznatija vikinška svjetovna obredna okupljanja bili su Þing ili skupštine slobodnih ljudi - prototip parlamenta, koji su se na skandinavskom kopnu sastajali kako bi izabrali vladare i rješavali pravna pitanja. Najpoznatiji je islandski Alþingi koji se okupljao svake godine na spektakularnoj lokaciji na otvorenome, u Þingvelliru (Ravnica parlamenta), ispred prirodnog zida lave.
Nakon naseljavanja Islanda uspostavljena su dva područna zasjedanja skupština ili Þinga. Jedan u Þórsnesu (isl. Þórsnesþing) u blizini mjesta  Stykkishólmur na poluotoku Snæfellsnes, a drugi u Kjalarnesu (isl. Kjalarnesþing) kojeg je u ranom 10. stoljeću osnovao Þorsteinn Ingólfsson (sin Ingólfura Arnarsona) okupivši nekoliko manjih zajednica u blizini Reykjavíka osiguravši sebi utjecajnu poziciju u regiji, kako kaže Ari Mudri (isl. Ari fróði) u djelu Íslendingabók. 
Uskoro su naseljenici počeli razmišljati o mogućnosti osnivanja velike generalne skupštine gdje bi se predstavnici svih islandskih područja okupljali svakog ljetnog solsticija i poslušali zakone svoje zemlje.
20-ih godina 10. st. kada su se vođe složile s idejom ujedinjenja njihove zemlje u jedinstveno društvo, postavljeni su uvjeti za formiranje zajednice islandskih zemalja (isl. Þjóðveldið). U islandskoj povijesti je to razdoblje od osnivanja zajednice 930. do 1030 god. poznato kao Doba Saga (isl. Söguöld). 
U zapadnu Norvešku je poslan mudar čovjek iz istočnog Islanda, imenom Úlfljótur kako bi pripremio islandski zakonik učeći o tamošnjem zakonu i ustroju vladavine u pojedinim norveškim pokrajinama. Nakon tri godine vratio se s bogatom zbirkom zakona koje je prilagodio lokalnim uvjetima na Islandu.
Grímuru Geitskóru, Úlfljóturovom polubratu je potom bilo povjereno da nađe pogodnu lokaciju za održavanje Alþinga, te je odaslan po cijelom Islandu kako bi ujedno i zapisao sve vođe i starješine koji su podupirali ideju ujedinjenja. Prema djelu Íslendingabók, u to je vrijeme farmer Þórir Kroppinskeggur koji je živio u Bláskógaru (Plavim šumama) bio proglašen krivim zbog ubojstva svog sluge. 
Bio je primoran platiti kaznu ali mu je oduzeta i zemlja, koja je tada postala javno vlasništvo. Bláskógar, u blizini istočne granice posjeda Ingólfura Arnarsona činio se, se sa svojim prekrasnim jezerom (isl. Þingvallavatn) i šumovitom ravnicom idealnim mjestom. 
Godine 930. Bláskógar je preimenovan u Þingvellir, Þorsteinn Ingólfsson je kao goði (vođa) dobio počasnu titulu vrhovnog vođe (isl. allsherjargoði), a Úlfljóturu je dodijeljeno mjesto prvog zakonogovornika. 36 vođa i njihove pratnje, predstavljajući 12 islandskih vijeća (isl. Þing) sastajalo se pod predsjedanjem kazivatelja zakona tj. zakonogovornika (isl. lögsögumaður). 
Þingvellir je u to doba bio na dobrom položaju, na raskrižju glavnih putova i većih naselja, pa je tako većini bilo lako prisustvovati no oni iz udaljenijih krajeva morali su putovati i po dva tjedna. Uvjeti su u ravnici uz dobre pašnjake, vodu i obilje drva za ogrjev bili idealni. Mjesto je također smatrano pogodnim i posebnim zbog padine i ravnih dijelova koji su se nastavljali na strmu liticu, dijelove dugih rasjeda Almannagjá i Hestagjá (dijelovi srednjoatlantskog grebena koji razdvaja sjevernoameričku i euroazijsku tektonsku ploču).

## Razvoj, ustroj i karakteristike
Nešto kasnije, godine 965. zemlja je podijeljena na 4 dijela pa je i sudbena vlast podijeljena između četiri lokalna suda diljem Islanda. Zakonodavnu vlast predstavljalo je zakonodavno vijeće zvano Lögrétta koje je arbitriralo u pravnim sukobima, usvajalo nove zakone i odobravalo izuzeća u već postojećim zakonima. Broj predstavnika se povećao na 39, a prizivni(žalbeni) sud se sastajao tijekom godišnje konvencije – Alþinga. 
Dodatnim preinakama je potom odlučeno da bi ukupno trebalo biti 48 vođa (isl.goðar), zajedno sa zakonogovornikom kao i dva biskupa nakon uvođenja kršćanstva ukupno čineći članstvo od 51. Svaki vođa je imao po dva savjetnika ili pomoćnika, ukupno njih 96, pa se tako broj parlamentarnih predstavnika popeo na 147. Iako je parlament imao zakonodavnu i sudbenu vlast, nije bilo generalne izvršne vlasti, no ona se ipak provodila individulano i isključivo lokalno. 
U parlamentu je lögsögumaður bio najmoćniji čovjek. Znao je zakone napamet te ih morao kazivati u cijelosti s t.zv. Stijene zakona (isl. Lögberg) (vjerojatno u raspuklini Almannagjá), tijekom zasijedanja tri godine za redom. Zakoni su službeno zapisivani tek od 1117. godine.
Slobodni i nezavisni vođe nisu htjeli imati kralja iznad sebe ili nadređenog im plemića visokog ranga. Činjenica da je zemlja bila toliko udaljena od kontinenta i da stoga nije trebala imati zajednički organiziranu obranu je, vrlo vjerojatno, bio glavni razlog odluke po kojoj nema zajedničkog vođe ili suverena.  
Mnogi Islanđani su, ne želeći iznositi svoje razmirice pred Þing, odlučivali probleme rješiti dvobojem na smrt na mjestu zvanom holmgang (isl./staronord. hólmganga) na napuštenom otoku. Ovaj sukob koji se događao na omeđenom području je skoro sve do druge polovice 10. st. smatran legalnim i pomalo magičnim oblikom arbitraže, no kasnije je proglašen nezakonitim. Alþingi i dalje nije mogao obuzdati sve, često nasiljem obilježene, nesuglasice koje su se ubrzo izrodile u ratove klanova o kojima svjedoče i mnoge sage. Godine 1004. osnovan je Vrhovni sud. 
Alþingi je inspirirao njemačkog kroničara Adama Bremenskog (njem. Adam von Bremen) napisati 1075. Islanđanima kako "Oni nemaju kralja, nego samo zakon".
Na konvenciji koja se održala godine 1000. donijelo se dekret koji je Island učinio kršćanskom nacijom. Iako je dekret donesen pod pritiskom norveškog kralja Olafa Tryggvasona (staronord. Óláfr Tryggvason), pružio je Islandu privid nacionalnog jedinstva u vrijeme kada su prepirke među vođama bile sve češće te se odanost dovodila u pitanje. Ubrzo nakon, osnovale su se i dvije biskupije, ona u Skálholtu (skalkoltska biskupija) na jugozapadu i druga u mjestu Hólar (holarska biskupija) na sjeveru zemlje. 
Tijekom godina koje su slijedile, dvotjedna nacionalna skupština u Þingvelliru postala je društveni događaj godine. Samci su dolazili pronaći partnere, ugovarana su i svečano proslavljana vjenčanja, poslovi su bili ugovarani, a Prizivni sud je donosio presude za ono što niži sudovi nisu mogli rješiti. Jedna takva presuda je bila i izricanje slanja izopćenog Erika Crvenog u progonstvo, koje je dovelo do kolonizacije Grenlanda. Kroz svoje prvo stoljeće postojanja, Alþingi je bio sklon korupciji jer su goðar (vođe) zahtijevali mito u zamjenu za usluge. No tada su islandsko društvo i poljodjelsko gospodarstvo već bili dobro organizirani pa se i vladavina Alþinga održala. Osnovane su škole u dvije biskupije i drugdje na Islandu, a rezultati obrazovne osviještenosti utrli su put velikom Dobu (eri) književnosti u 12. i 13. st.

## Godine norveške i danske dominacije
Do početka 13. st., svijetlom razdoblju mira koje je trajalo 200 godina je došao kraj i zemlja je ušla u ozloglašeno Doba Sturlunga (isl. Sturlungaöld), turbulentnoj eri slikovito prikazanoj u tragičnoj trodijelnoj Sagi o Sturlunzima (isl. Sturlunga Saga). Skupine naoružanih ljudi su harale zemljom i rušile naselja i farme, a nadmetanja među političkim vođama su se pretvarala u brutalne međuplemenske borbe za vlast i krvave osvete (Saga o Njalu, isl. Njáls saga). Vladari su bili nemoćni zaštiti pučanstvo od sveopćeg kaosa. 
Oportunistički norveški kralj Håkon Håkonsson (staronord. Hákon Hákonarson) vidio je sukobe kao odličnu priliku za preuzimanje kontrole nad situacijom. Kako nisu imali alternative, Islanđani su se priklonili kralju i prisegli na odanost tako umanjivši ovlasti Alþinga. Izvršna vlast je sada bila u rukama kralja i njegovih dužnosnika, kraljevskih povjerenika (isl. hirðstjórar) i okružnih povjerenika (isl. sýslumenn). Zakone koje je vijeće Lögrétta usvajalo, morao je odobriti i kralj ali i obratno, ako je kralj htio donijeti neki zakon, Alþingi je morao dati svoj pristanak. Lögsögumaður je zamijenjen dvojicom pravnih administratora zvanih lögmenn.
Alþingi je, dakle izgubio zakonodavnu vlast 1262. kada je Island pripojen norveškom kraljevstvu prema "Starom sporazumu" (isl. Gamli sáttmáli), a kasnije i Kraljevini Danskoj.  Potpisan je ugovor o konfederaciji s Norveškom, a 1281. kralj je uveo novi zakonik, tzv. Jónovu knjigu (isl. Jónsbók) kojom je Island bio u potpunosti pripojen. Norveška je odmah postavila svoje biskupe u Hólaru i Skálholtu i počela ubirati visoke takse. Sukobi su ponovno obnovljeni kada su se bivši vođe počeli nadmetati za visoke položaje, naročito za položaj svojevrsnog grofa, jarla, (isl. járl), časti koja je između ostalog pripala i nemilosrdnom nitkovu Gissuru Þorvaldssonu koji je 1241. ubio Snorrija Sturlusona, najpoznatijeg islandskog povjesničara, vrsnog zakonogovornika i pisca srednjeg vijeka.
Upravljanje Islandom je bilo povjeravano na periode od 3 godine Norvežanima koji bi kralju ponudili najviše te im je dana mogućnost izvlačenja prihoda na bilo koji mogući učinkoviti način.
Kalmarska unija Norveške, Švedske i Danske 1397. dovela je Island, još uvijek norvešku provinciju, pod vlast Danske koja je nametnula luteranizam u reformaciji provedenoj godine 1550. kojoj se katolički biskup u Hólaru, Jón Arason, zdušno opirao no on i njegovi sinovi su pogubljeni u Skálholtu. 

## Samostalnost Islanda
5 stoljeća strane vladavine ostavilo je golemog traga na Islanđane. Početkom 19. st. je rast islandskog nacionalizma itekako primijećen u vladajućem Kopenhagenu ali su tekući procesi liberalizacije u Europi spriječili Dansku da oštrije reagira. Jón Sigurðsson, islandski intelektualac i vođa islandskog pokreta za neovisnost, uspješno je lobirao u uspostavljanju slobodne trgovine 1855., a 1874. danski kralj Christian IX, prilikom posjeta Islandu donosi novi Ustav u kojem je Islandu konačno dopušteno samostalno voditi unutrašnje poslove bez uplitanja s kontinenta. 
Dokument o uniji s Danskom, potpisan 1918. omogućio je Islandu da postane nezavisna država unutra danskog kraljevstva, te je trebao biti na snazi do 1940. kada je Alþingi mogao zatražiti ponovno razmatranje statusa Islanda. U travnju 1940. Dansku je okupirala Njemačka. Kako kraljevina nije bila u mogućnosti dalje upravljati obranom i vanjskim poslovima Islanda, Alþingi je preuzeo kontrolu. Godinu dana kasnije, 17. svibnja 1941., Islanđani su zatražili potpunu neovisnost. 
Formalna uspostava Republike Island održana je u Þingvelliru 17. lipnja 1944. godine.

## Alþingi modernog doba
Godine 1959. sustav izbornih okruga je u potpunosti izmijenjen. Zemlja je bila podijeljena u osam izbornih jedinica s proporcionalnom zastupljenošću u svakoj jedinici, uz prethodnih jedanaest izjednačenih sjedala. Ukupan broj izabranih članova bio je 60. Godine 1968., Alþingi je spustio dobnu granicu glasanja građana na 20 godina. Daljnjim izmjenama i dopunama Ustava 1984. povećan je broj članova na 63 i smanjenja glasačka dob na 18 godina. Po ustavnom amandmanu iz lipnja 1999, koji je proveden u svibnju 2003., promijenjen je sustav izbornih jedinica.  Broj izbornih jedinica je smanjen s osam na šest. Velike promjene su uvedene u samom Alþingu u svibnju 1991. pa tako parlament sada zasjeda kao jednodomno zakonodavno tijelo. 
Sljedeći parlamentarni izbori bili su zakazani za svibanj 2011. Zbog pritiska javnosti i prosvjeda koji su proizašli iz gospodarske krize, izbori su održani u travnju 2009. 
U parlamentu su 2010. bile zastupljene sljedeće stranke:
Vladajuća koalicija:
Socijaldemokratski savez (isl. Samfylkingin) - 20 zastupničkih mjesta
Lijevo-zeleni pokret (isl. Vinstrihreyfingin – grænt framboð) - 15 zastupnika
Oporba:
Stranka neovisnosti (isl. Sjálfstæðisflokkurinn) - 16
Progresivna stranka (isl. Framsóknarflokkurinn) - 9
Pokret (bivši Građanski pokret) (isl. Hreyfingin bivši Borgarahreyfingin)- 3

## Islandski premijeri od neovisnosti
Ólafur Thors - 1942., 1944. – 47., 1949. – 50., 1953. – 56. i 1959. – 63.
Stefán Jóhann Stefánsson 1947. – 49.
Steingrímur Steinþórsson 1950. – 53.
Emil Jónsson - 1958. – 59.
Bjarni Benediktsson - 1963. – 70.
Jóhann Hafstein - 1970. – 71.
Ólafur Jóhannesson - 1971. – 74. i 1978. – 79.
Geir Hallgrímsson - 1974. – 78.
Benedikt Gröndal - 1979. – 80.
Gunnar Thoroddsen - 1980. – 83.
Steingrímur Hermannsson - 1983. – 87. i 1988. – 91.
Þorsteinn Pálsson - 1987. – 88.
Davíð Oddsson - 1991. – 2004.
Halldór Ásgrímsson - 2004. – 06.
Geir Haarde - 2006. – 09.
Jóhanna Sigurðardóttir 2009-

## Poveznice
- Povijest Islanda